# Sart (Comblain-au-Pont)
Pour les articles homonymes, voir Sart.
Sart est un village de la commune belge de Comblain-au-Pont située en Région wallonne dans la province de Liège. 
Avant la fusion des communes de 1977, Sart faisait partie de la commune de Poulseur.

## Étymologie
Sart vient du latin ex sartum qui signifie : essartage, défrichement.

## Situation
Le village de Sart se trouve sur une ligne crête située entre la vallée de l'Ourthe au nord et le vallon de Fond du Sart au sud. Depuis le centre de Poulseur, une rue à flanc de rocher monte au village.

## Histoire
Depuis le Moyen Âge et jusqu'en 1795 le village a fait partie de la Principauté de Stavelot-Malmedy (comté de Logne). Ensuite, le village est repris dans le département de l'Ourthe sous le régime français jusqu'en 1815.

## Description
Sart est un ancien fief relevant de la cour féodale de la principauté de Stavelot-Malmédy. On peut y admirer une avouerie ainsi qu'une croix du XIXe siècle.. 
Le village se compose de deux hameaux plus anciens : Sart et Fond du Sart et de quartiers plus récents : Grand Enclos, Cités Belle-Vue, Félix Thomas et Lelièvre. 
Située à l'ouest et au-dessus du village, la carrière du Bois d'Anthisnes est reprise comme site de grand intérêt biologique. Elle se situe sur les territoires des communes de Comblain-au-Pont et Anthisnes.
Le sentier de grande randonnée 57 traverse Grand Enclos, Sart et Fond du Sart.

## Activités
La brasserie Forêt se situe dans l'ancienne école du village construite en 1909.

## Personnalité
Le sénateur et ancien ministre José Daras habite à Sart.